# Marche de quatre jours de Nimègue

Le drapeau traditionnel des Quatre jours de Nimègue.

La Marche de quatre jours de Nimègue ou, plus court, les Quatre jours de Nimègue (en néerlandais : Nijmeegse Vierdaagse), du nom complet officiel Marche internationale de quatre jours de Nimègue (en néerlandais : Internationale Vierdaagse Afstandsmarsen Nijmegen) est une marche d'endurance organisée chaque année le troisième mardi de juillet à Nimègue (Pays-Bas) et classée sur la liste du patrimoine culturel immatériel des Pays-Bas. 
Cet évènement international accueille près de 45 000 participants (dont 5 000 militaires) qui doivent parcourir chaque jour de 30 à 50 kilomètres, quatre jours consécutifs, en circuit en étoile autour de Nimègue. Réputée la marche la plus dure du monde, le slogan de l'évènement est « the Walk of the World » (« La Marche du monde » en anglais).

## Historique
L’Association néerlandaise pour l’éducation physique (Nederlandse Bond voor Lichamelijke Opvoeding ou NBvLO) fut créée le 3 avril 1908 à La Haye. L’année suivante, se basant sur une idée mise de l’avant par le lieutenant C. Viehoff d’Arnhem, l’association proposa une marche de quatre jours pour les compétitions sportives de Breda. L’année suivante, le 1er septembre, 306 participants, tous militaires, devaient entreprendre la première marche de 150 km passant de garnison en garnison. Seuls dix civils les accompagnaient. Le thème des « Quatre Jours » était alors très populaire  et, à divers moments de l’année, d’autres compétitions avaient lieu comme un parcours hippique de quatre jours, un parcours cycliste qui s’étendait sur près de 500 km et un parcours sur les rivières dans des canots à aviron. En 1910, l’association fixa le circuit de la marche avec point de départ et d’arrivée à Arnhem en passant par Doesburg, Zutphen et Apeldoorn.
En 1909, le gouvernement néerlandais reconnut l’importance de cette manifestation en octroyant une décoration, la Croix des quatre jours, aux militaires pour récompenser leur endurance physique. Au fil des ans, Utrecht (1911), Nieuw-Milligen (1916), Den Bosch (1918), Amersfoort (1919) et Breda (1924) se joignirent à Nimègue comme point de départ et d’arrivée de la marche. À partir de 1925, toutefois, Nimègue fut officiellement choisie comme hôte officiel de cette marche. Au cours des ans, le nombre de civils y prenant part augmenta, mais ce n’est qu’en 1919 que la première femme, madame N. van Stockum-Metelerkam d’Amesfoort, compléta le parcours.
En 1928 fut fondé à Rotterdam le premier club de marche, le Rotterdamse Wandelsport Vereniging. Amsterdam devant accueillir les Jeux olympiques la même année, le leader de la marche, Jonkheer W. Schorer, décida d’inviter pour la première fois des délégations étrangères  en provenance de l’Allemagne, de la France, de Norvège et du Royaume-Uni. Depuis, l’événement revêt un caractère international avec des participants venant d’aussi loin que le Japon et l’Amérique du Nord. 
La réputation de la Marche des quatre jours s’accrut dans les années 1930 en grande partie grâce aux efforts de la Koloniale Reserve (Réserve coloniale) de Nimègue et tout spécialement des repas « nasi » à base de riz préparés par leurs cuisiniers. Les marcheurs se souvinrent longtemps des batailles d’oreillers qui eurent lieu dans les greniers des baraques Prins Hendrick et dans les camps de tentes de Molenveld. En 1932, H.A. van Mechelen composa la musique de l’hymne de la Marche sur des paroles de J.P.J.H. Clinge Doorenbos. Peu à peu, celle-ci devint mondialement connue dans les cercles de marcheurs et s’acquit la réputation de la "marche la plus difficile au monde". Mais alors qu’en 1921 40 pour cent des participants durent abandonner en raison d’une vague de chaleur autour d’Amersfoort (602 participants franchirent tout de même la ligne d’arrivée), il n’y eut en 1939 que 2,39 % d’abandon, un record inégalé.  
Interrompue pendant la Seconde Guerre mondiale (elle avait été également suspendue en 1914 et 1915 pour cause de mobilisation), la Marche des quatre jours reprit en dépit des ravages causés par les bombardements de Nimègue le 22 février 1944. Grâce à une campagne de financement dans la population et aux efforts de nombreux bénévoles, la marche de 1946 vit un nombre inégalé de participants. Mais la guerre avait laissé des cicatrices et en 1954, la Marche des quatre jours organisée par la Nederlandse Wandelsport Bond (Association de marche néerlandaise) commença à Apeldoorn. Ceci ne mit toutefois pas fin à celle de Nimègue et aujourd’hui encore existe une amicale compétition entre les deux villes : la marche d’Apeldoorn débute le deuxième mardi de juillet, celle de Nimègue le troisième mardi.
Le nombre accru de participants venant de partout à travers le monde obligea à relocaliser la cérémonie d’ouverture tenue originellement dans les baraques Prins Hendrik vers le stade Goffert. Le développement des transports vit également s’accroitre le nombre de pays prenant part à la Marche qui passa de 7 à 60 en 2004. De plus, le qualificatif de « royal » décerné à l’association en 1958 et la participation de S.A.R. le prince Claus provoqua une hausse spectaculaire du nombre de participants. De nos jours, plus de cent pays ont été représentés une année ou une autre y compris nombre de pays d’Europe de l’Est après 1989. 
De telle sorte qu’en 2004, il fallut limiter à 47 000 le nombre de participants, nombre atteint normalement en six semaines. L’une des participantes à la 89e Marche de 2005 fut la détentrice du record, Annie Berkhout de Voorburg, qui y participa avec succès à 66 reprises. 
On se souviendra de la 90e édition de la Marche en 2006 comme de « la Marche qui ne dura qu’un jour ». Celle-ci dut en effet être arrêtée après la mort de l’un des participants  et la nécessité de porter secours à nombre d’autres en raison de la chaleur et de la déshydratation. Au lieu de la traditionnelle  médaille, les participants reçurent un insigne commémoratif illustrant les difficultés spéciales de la Marche cette année-là. 
Le 17 juillet 2014, l’écrasement du vol MH17 avec 193 personnes de nationalité néerlandaise à bord (soit 65 % du nombre total de victimes) conduisit à supprimer les fanions portés par les militaires, à réduire le volume de la musique le dernier jour et à des festivités de clôture plus sobres qu’à l’ordinaire. Néanmoins, malgré le deuil national, la foule était présente pour applaudir les participants.
En 2016, à l'occasion de la 100e édition de la Marche, le nombre de participants a été poussé à 50 000. Mais les 55 120 inscriptions enregistrées ont rendu nécessaire un tirage au sort, à l'instar des années précédentes...
La marche était annulée en 2020 et 2021 en raison de la pandémie de Covid-19.
En raison d'un épisode caniculaire sévissant sur une bonne partie de l'Europe de l'Ouest, le 1er jour de marche de la 104e édition, qui devait se tenir le mardi 19 juillet 2022, est annulé.

## Conditions de participation
La marche est ouverte à toute personne dès l'année des 12 ans, sur simple inscription. Depuis quelques années, il y a une limite de 45 000 participants, qui viennent du monde entier. L'année 2011, les participants représentent 71 nationalités différentes. On note une forte participation de militaires ou d'anciens militaires. 
Ce plus grand événement sportif des Pays-Bas est encadré d'une semaine de festivités dans la ville, qui attire plus d'un million de visiteurs.

## Parcours
Outre les passages dans la ville de Nimègue, le parcours alterne villages et routes de campagne aux confins de trois provinces : la Gueldre, le Brabant-Septentrional et le Limbourg.
- Le parcours du 1er jour se déroule dans la partie nord de Nimègue. On l’appelle le jour d'Elst. Il se déroule dans la région de la Betuwe entre les deux bras principaux du Rhin. Les marcheurs doivent franchir à l’aller et au retour le pont de la Waal, une rivière qui relie Nimègue et Lent. La partie la plus difficile de ce parcours est la digue entre Oosterhout et Lent.

- Le parcours du 2e jour se déroule dans la partie sud-ouest de Nimègue. Il est appelé le jour de Wijchen. La marche suit la route dite du Waalkade, le long de la rivière du même nom et traverse les municipalités de Wijchen et de Beuningen. C’est traditionnellement la journée où ont lieu le plus d’abandons, spécialement chez les participants qui ne se sont pas assez entraînés.

- Le 3e jour le parcours quitte la plaine pour les collines ; c’est le jour de Groesbeek. La marche se déroule au sud de Nimègue sur la rive droite de la Meuse . Elle traverse Mook et Milsbeek jusqu’à Groesbeek à partir d’où elle emprunte la « Zevenheuvelenweg » (la route des sept collines – bien qu’elle n’en compte en fait que quatre) et retourne vers Nimègue par Berg et Dal. Les militaires s’arrêtent en cours de route au cimetière militaire canadien de Groesbeek pour rendre hommage aux disparus de la Seconde Guerre mondiale.

- Le 4e et dernier jour se déroule aussi au sud de Nimègue et est appelé le jour de Cuijk. Le parcours emprunte cette fois la rive gauche de la Meuse. Les militaires et les marcheurs du 50 km empruntent un trajet, les marcheurs du 40 km un autre pour se retrouver à Beers d’où ils se dirigent vers Cuijk où ils traversent la Meuse sur un ponton traditionnellement érigé pour l’occasion par les soldats du génie. Ils rejoignent Nimègue où les attendent parents et amis après avoir longé la St. Annastraat (route de sainte Anne) appelée durant ces jours Via Gladiola parce que les marcheurs se voient remettre des glaïeuls.

### Parcours civil
Il y a trois parcours civils :
- 30 km 30 km
- 40 km 40 km
- 50 km 50 km

Une 4e distance a été rétablie uniquement pour la 100e édition :
- 55 km 55 km

C'était, jusqu'en 1966, une distance obligatoire pour les hommes âgés entre 19 et 49 ans.
Voici les distances minimales pour lesquelles vous devez vous inscrire suivant votre sexe et votre année de naissance :
|               | Distance minimale (km) | Distance minimale (km) |
| Homme         | Femme                  |                        |
| ------------- | ---------------------- | ---------------------- |
| 2007-2010     | 30.0                   | 30.0                   |
| 2004-2006     | 40.0                   | 40.0                   |
| 1973-2003     | 50.0                   | 40.0                   |
| 1963-1972     | 40.0                   | 40.0                   |
| Jusqu'en 1962 | 30.0                   | 30.0                   |

Autrement dit, si votre classe d'âge vous impose de faire 40 km au minimum, vous pouvez également vous inscrire pour les 50 km mais pas pour les 30 km.
Le kilométrage peut varier sensiblement d'une année à l'autre.

Voici les distances exactes parcourues chaque jour depuis 2014 :
|        | 2014  | 2014  | 2014  | 2015  | 2015  | 2015  | 2016  | 2016  | 2016  | 2016  | 2017  | 2017  | 2017  | 2018  | 2018  | 2018  | 2019  | 2019  | 2019  | 2022  | 2022  | 2022  |
| 30 km  | 40 km | 50 km | 30 km | 40 km | 50 km | 30 km | 40 km | 50 km | 55 km | 30 km | 40 km | 50 km | 30 km | 40 km | 50 km | 30 km | 40 km | 50 km | 30 km | 40 km | 50 km |       |
| ------ | ----- | ----- | ----- | ----- | ----- | ----- | ----- | ----- | ----- | ----- | ----- | ----- | ----- | ----- | ----- | ----- | ----- | ----- | ----- | ----- | ----- | ----- |
| Jour 1 | 32.5  | 39.7  | 52.1  | 32.8  | 40.0  | 52.4  | 32.4  | 39.6  | 52.0  | 55.1  | 33.1  | 39.6  | 52.0  | 33.1  | 39.6  | 52.0  | 33.2  | 39.7  | 52.1  | 33.2  | 39.7  | 52.1  |
| Jour 2 | 33.1  | 39.1  | 48.1  | 33.6  | 39.7  | 48.7  | 33.0  | 39.2  | 48.3  | 56.9  | 33.6  | 39.6  | 48.6  | 33.6  | 39.6  | 48.6  | 33.6  | 39.5  | 48.5  | 33.6  | 39.5  | 48.5  |
| Jour 3 | 30.3  | 39.1  | 49.1  | 30.4  | 39.7  | 49.3  | 30.4  | 39.2  | 50.9  | 54.3  | 30.4  | 39.2  | 51.0  | 30.4  | 39.2  | 51.0  | 30.5  | 39.3  | 50.2  | 30.5  | 39.3  | 50.2  |
| Jour 4 | 30.0  | 42.3  | 50.1  | 30.0  | 42.4  | 50.2  | 30.0  | 42.4  | 50.2  | 56.0  | 30.0  | 42.8  | 50.2  | 30.0  | 42.8  | 50.2  | 30.0  | 42.5  | 50.2  | 30.0  | 42.5  | 50.2  |
| Total  | 125.9 | 160.2 | 199.4 | 126.8 | 161.8 | 200.6 | 125.8 | 160.4 | 201.4 | 222.3 | 127.1 | 161.2 | 201.8 | 127.1 | 161.2 | 201.8 | 127.3 | 161.0 | 201.0 | 127.3 | 161.0 | 201.0 |

### Parcours militaire
Il n'y a qu'un seul parcours militaire :
- 40 km 40 km

Il diffère en partie du 40 km civil car le point de départ des militaires et des civils n'est pas le même. En effet, les militaires partent du camp Heumensoord.
Voici la distance effectuée en kilomètres sur le parcours militaire depuis 2014 :
|        | 2014  | 2015  | 2016  | 2017  | 2018  | 2019  | 2022  |
| ------ | ----- | ----- | ----- | ----- | ----- | ----- | ----- |
| Jour 1 | 43.8  | 43.9  | 43.4  | 43.3  | 43.3  | 43.3  | 43.3  |
| Jour 2 | 37.0  | 37.6  | 37.2  | 37.5  | 37.5  | 37.5  | 37.5  |
| Jour 3 | 39.8  | 40.0  | 39.9  | 40.0  | 40.0  | 40.0  | 40.0  |
| Jour 4 | 46.4  | 45.8  | 46.0  | 45.8  | 45.8  | 45.8  | 45.8  |
| Total  | 167.0 | 167.3 | 166.5 | 166.6 | 166.6 | 166.6 | 166.6 |

L'accomplissement de la totalité du parcours militaire confère l'attribution de la Croix des 4 jours de Nimègue, décoration militaire officielle des Pays-Bas.

La Croix des Quatre jours de Nimègue est une décoration dont le port a été autorisé en France sur la tenue militaire, par autorisation collective du grand chancelier de la Légion d'Honneur, à partir du 15 novembre 2011. Cette autorisation a été abrogée par arrêté du grand chancelier de la Légion d'Honneur le 31 août 2016.

Par ailleurs, s'il n'y a pas d'abandon au sein de l'équipe, celle-ci se voit également attribuer une médaille par équipe.

## Festivités autour de la marche
La marche débute toujours le troisième mardi de juillet. Le dimanche soir précédent, il y a une cérémonie d'ouverture appelée parade de drapeaux où les nationalités sont représentées par les participants. Le mardi soir, pour célébrer le premier jour de marche, un feu d'artifice est tiré des berges du Waal juste en face de Nimègue: L'embrasement du Waal.
Le vendredi, dernier jour, l'accueil des marcheurs sur les derniers kilomètres du circuit est grandiose. Traditionnellement, les arrivants sont accueillis avec des bouquets de glaïeuls et la route d'accès à Nimègue, appelée la rue Sainte-Anne (Sint-Annastraat), change sur une douzaine de kilomètres en Via Gladiola.

## Images sur les Quatre jours

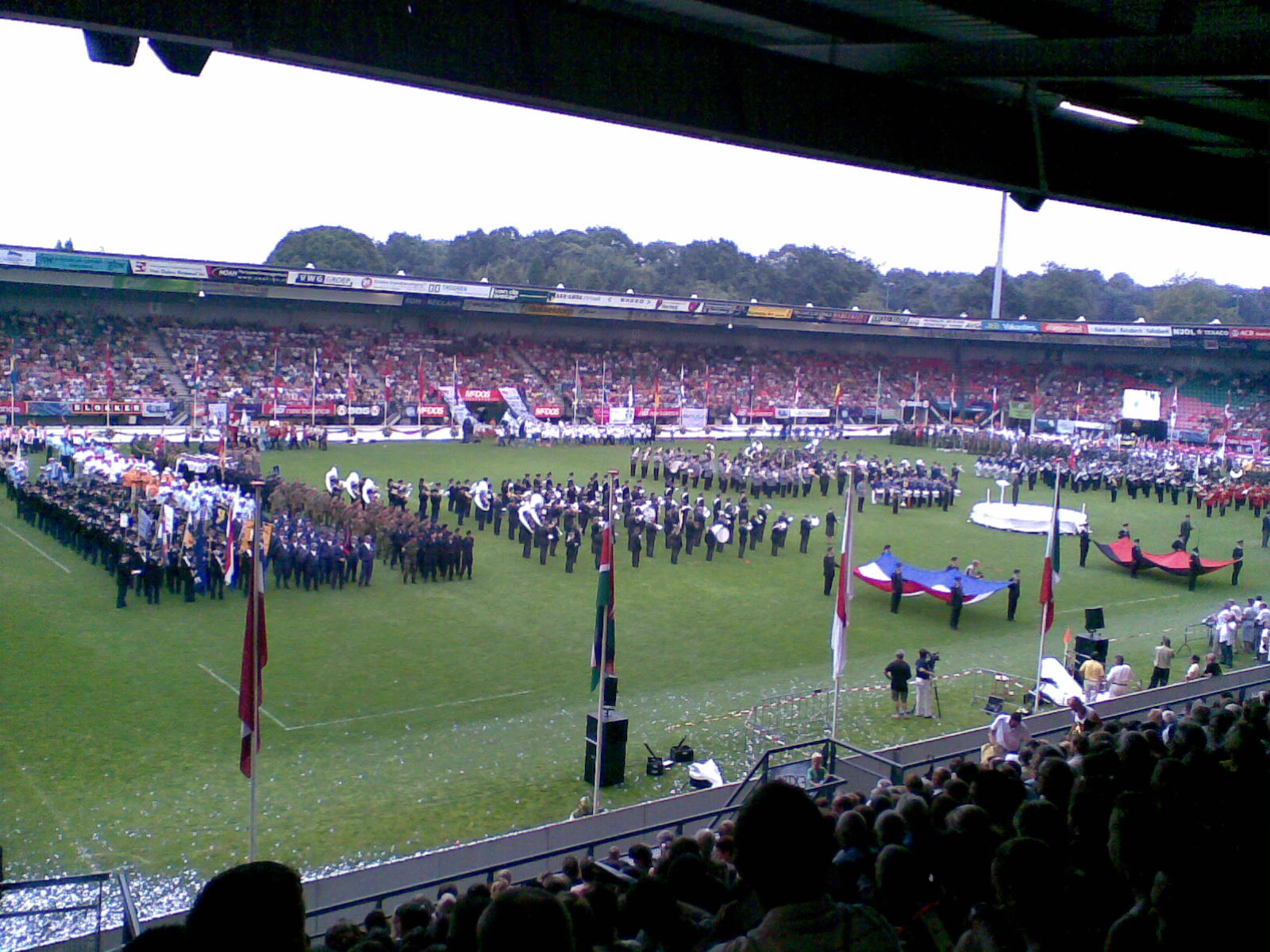
Parade des drapeaux 2007
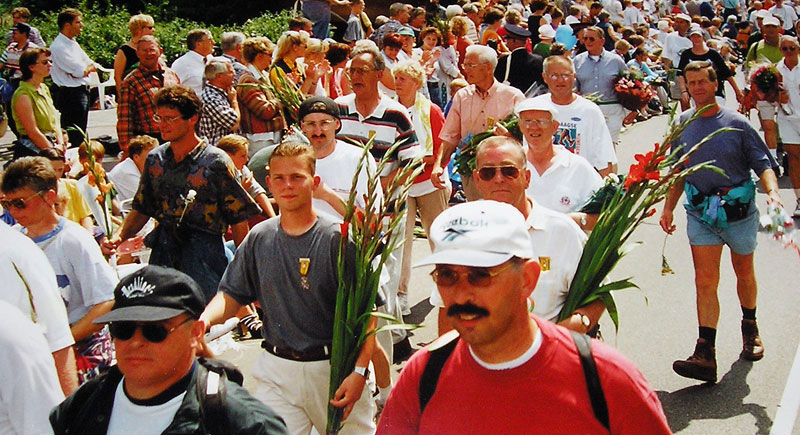
81e Marche de quatre jours, 1997, l'accueil sur la Via Gladiola
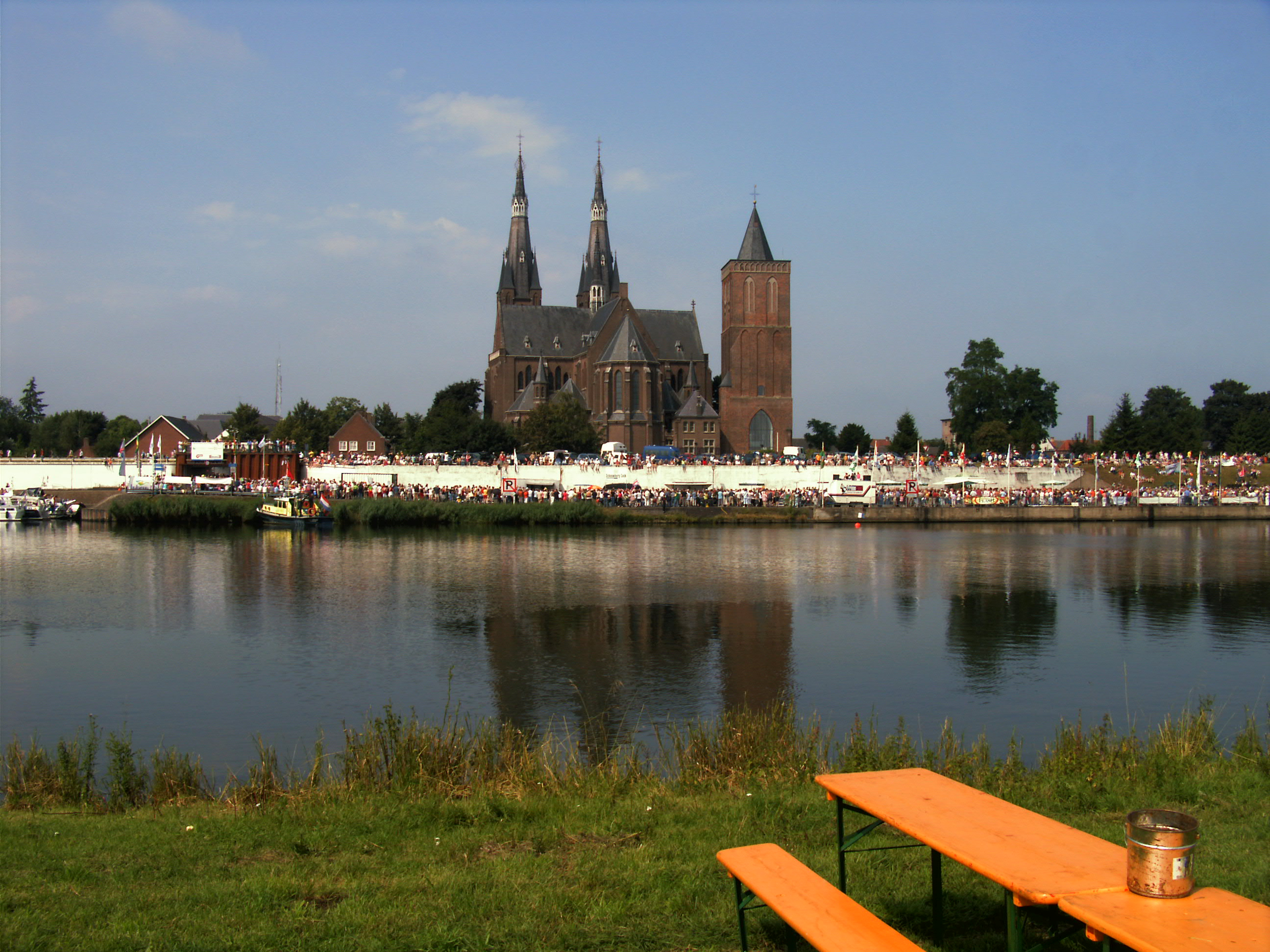
88e Marche de quatre jours, 2004: passage à la ville de Cuijk
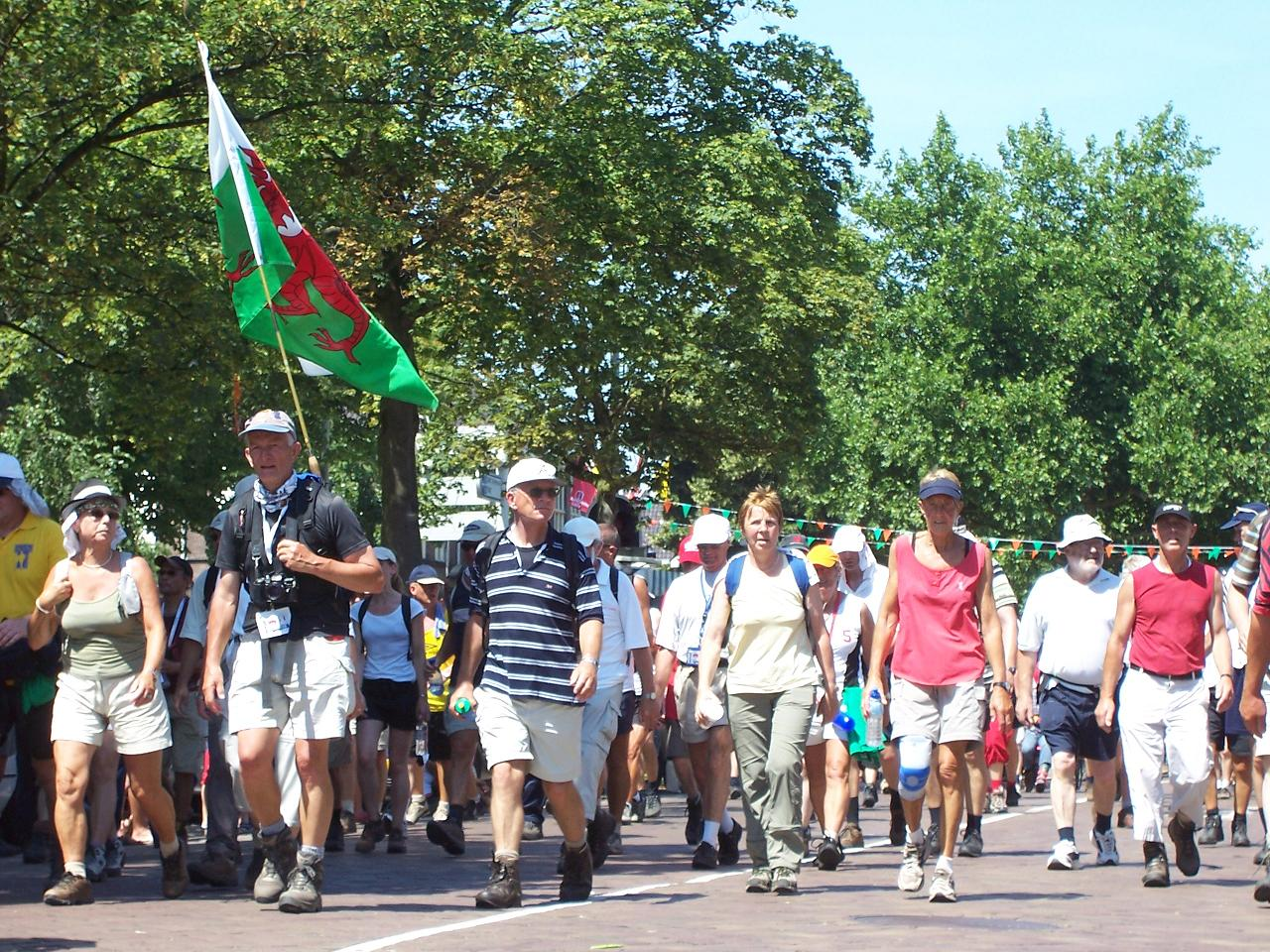
90e Marche de quatre jours 2006,
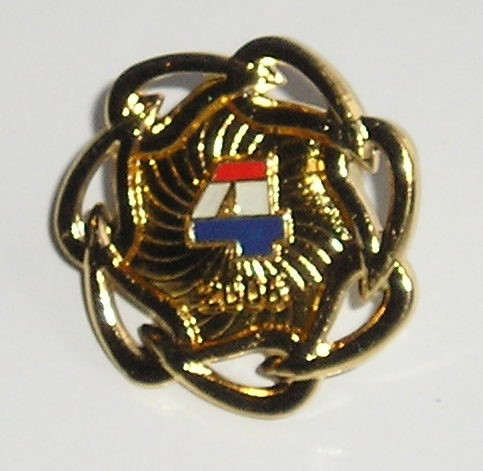
Badge commémoratif
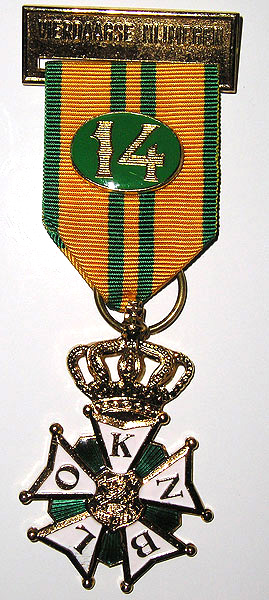
Croix d'honneur pour quelqu'un qui a participé 14 fois.
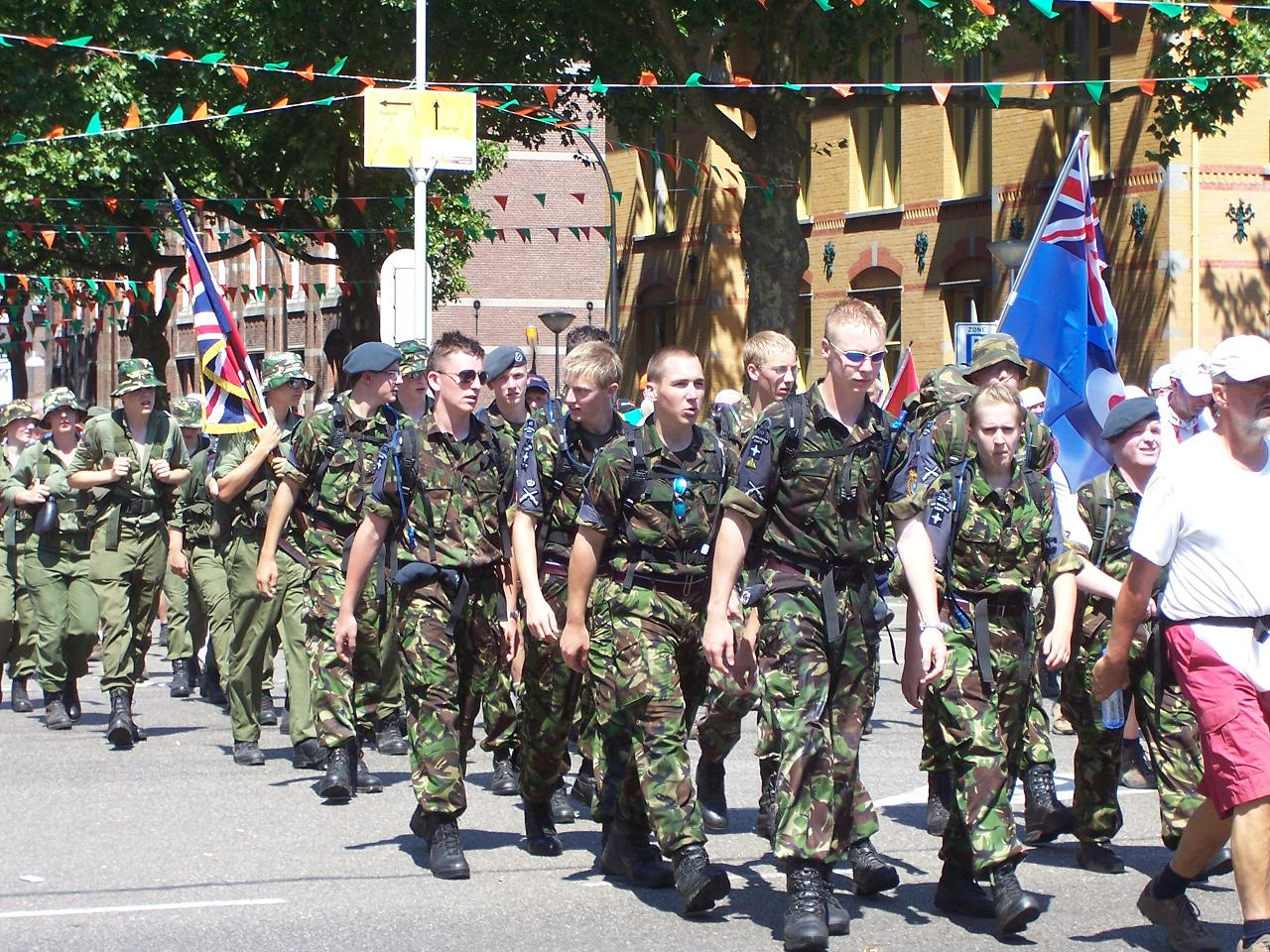
Des soldats aux Quatre jours
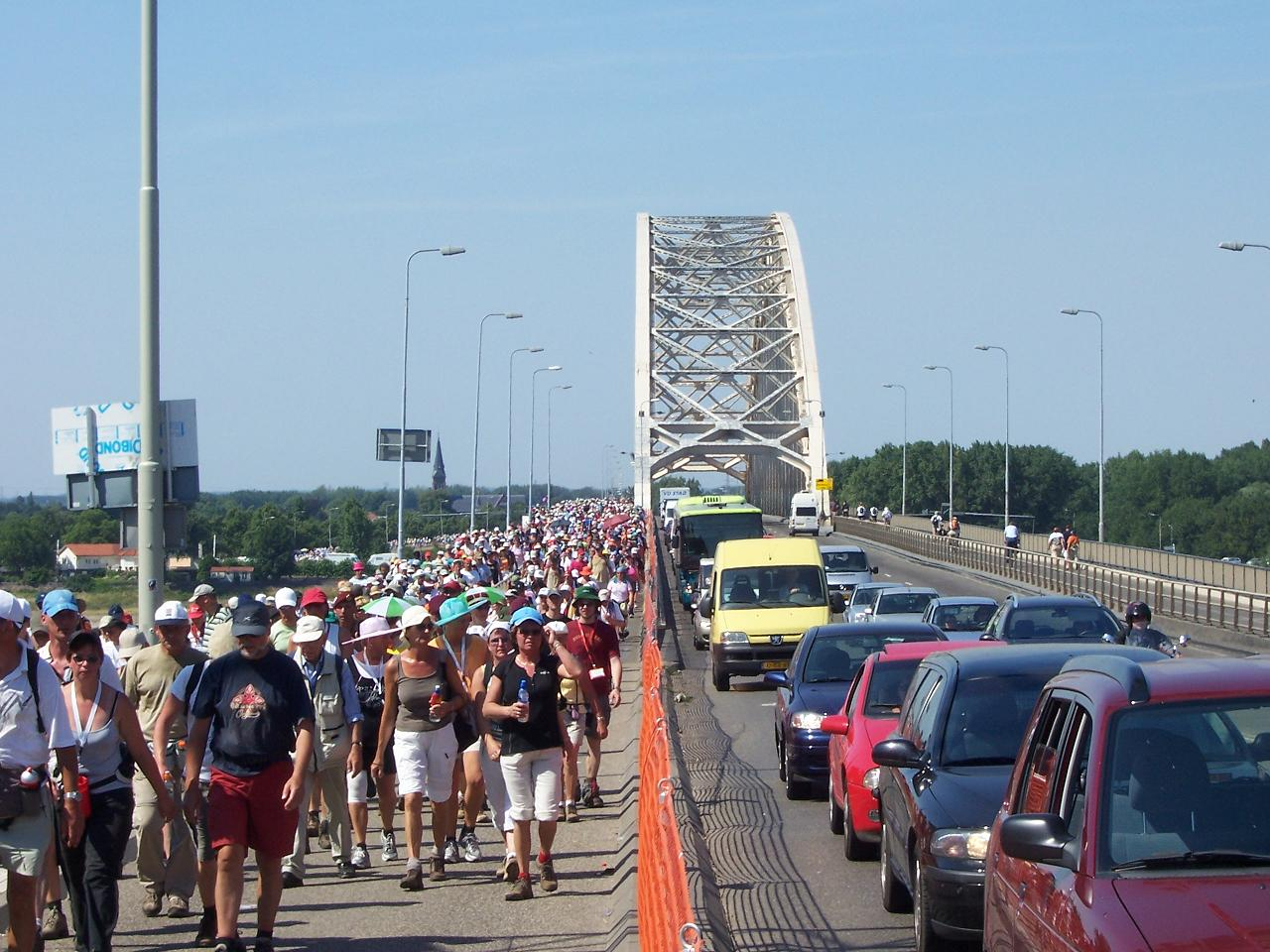
Marche de quatre jours, passage du Pont du Waal
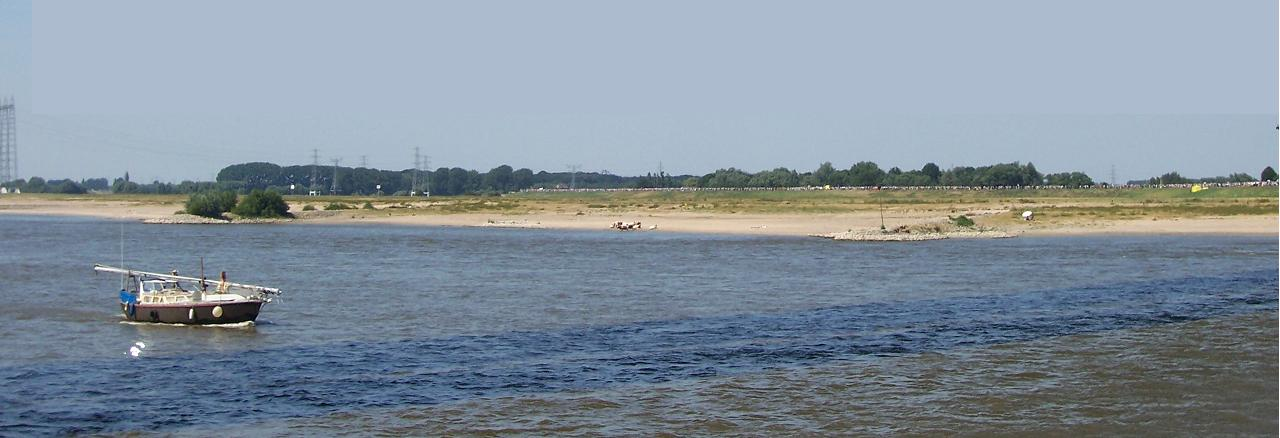
Vue sur le passage de la Marche de quatre jours à travers le Waal
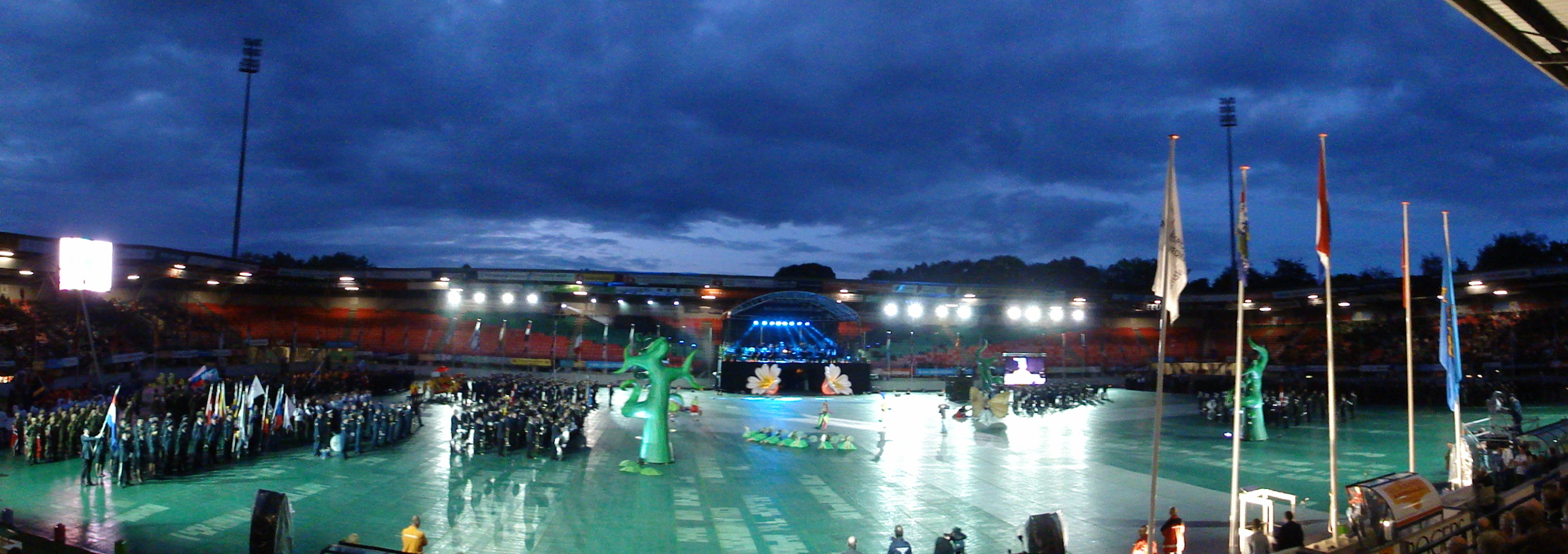
Parade des drapeaux 2011, la cérémonie d'ouverture.